# 姜健
姜健（1918年6月23日—1950年9月8日）原名姜信泰，庆尚北道尚州人，早年因為逃避日本统治而移居中国，曾經被编入东北抗日联军第五军，并且加入中国共产党。抗日战争结束后，姜健在延吉进行党政工作。之后参与朝鲜人民军，而且在抗日战争中大為活跃。1945年，他担任朝鲜人民军驻延边的司令员。朝鲜建国后，升任总参谋长，并参与朝鲜战争。1950年9月8日，因為空袭而在庆尚北道安东市陣亡，成为朝鲜战争中阵亡的军衔最高的将领。

## 生平

### 早年
1918年6月23日，姜健出生在朝鲜半岛庆尚北道的尚州邑的一个贫苦农民家中。1928年因家境贫困，随父母迁居中国宁安县的八道河子。他14岁就加入共产青年同盟，15岁加入农民赤卫队，16岁时成为当地农民赤卫队队长。:291

### 反日游击队
1934年2月16日，姜健参加了周保中在宁安县平日坡召开的会议，会议制定了《一致抗日纲领》，并在八道河子成立反日同盟办事处。1934年4月7日，反日同盟军柴世荣旅，在八道河口伏击日伪军讨伐队，姜健带领赤卫队参加了这场战斗。后来宁安工农义勇队的胡德贵叛变，杀了队长于洪仁。队中李荆璞等11名党团员在押送过程中成功逃脱，姜健收纳了他们，并带他们去找周保中。5月20日，宁安反日游击队正式成立。5月26日，宁安县委书记带领的一部游击队在去唐头沟的路上被日伪军讨伐队包围。游击队队长白殿贞等四人战死，两人负伤，两人失踪。6月8日，县委重新组织反日游击队，姜健带领部分赤卫队队员加入，并担任分队长。:291-292
在1934年的秋季讨伐时，日伪军动用大量兵力包围八道河子。姜健将游击分队化整为零，转入敌后进行骚扰。12月初，姜健带领19名游击队员，在大岔沟伏击了靖安军40多人组成的讨伐队，击毙靖安军8名，俘虏3名，缴获新式步枪、步枪子弹、皮大衣若干，改善了游击队的装备。秋季讨伐结束后，姜健成为了初级军事指挥员。:292

### 东北抗日联军第五军

#### 依兰县附近
1935年2月10日，绥宁反日同盟军改编为东北反日联合军第五军，周保中担任军长，根据地设在八道河子。姜健被编入军部警卫连，担任指导员，与连长朴洛权一起执行军部警卫任务。姜健在指挥作战时，注意保护人民的生命财产。在通沟岗子战斗时，他带领警卫连一部诱出日军的一个小队，并将其歼灭。1936年2月，东北反日联合军第五军改编为东北抗日联军第五军。同年6月，姜健加入了中国共产党。:292-293
七七事变爆发后，日军发动9,000多的兵力对中共吉东省委、抗联第二路军的主要活动区域——牡丹江西岸的依兰县进行了围剿，导致抗联第五军的后方基地遭到破坏。10月中旬，抗联第二路军总指挥周保中被迫东进到宝清前方指挥所，召开东部部队干部会议，会议中任命姜健为新组建的第九团的政治委员。:293

#### 宝清县附近
1938年6月，九团三师师长李文彬、团长蒋继昌、政治委员姜健向虎林移动。17日在宝清县东部，与七军三师师长景乐亭率领的队伍汇合。由于敌情不明，不便行动，就召开了五军三师和七军三师的工作会议，会议决定：蒋继昌和姜健带领九团二连，去了解当地地理环境，同时解决给养。19日，他们到达双鸭子煤矿。次日，他们被日伪军发现，遭到200多名兴安军的围攻，蒋继昌在这场战斗中战死，战斗最终以抗联的部队的胜利告终。九团二连连长戴克正升任团长，完成任务后返回宝清。8月，姜健带领数名战士，去梭力岗搞给养，戴克正等11名留守小团山子营地。8月13日，小团山子营地遭到日军大部队的进攻，戴克正等11名战士全部阵亡。事后，姜健带领部队转移到双鸭子一带继续活动。:293-294
1939年初秋，姜健和李文彬带领两个连，找到了正在寻找王效明的政务主任黄玉清。9月12日，当黄玉清了解了情况正准备返回宝清找周保中汇报情况时，他们被伪满军35团和警察队包围。师长李文彬等7人战死，姜健护卫黄玉清，将其带回宝清。10月23日，姜健带领九团50人，袭击宝清县凉水泉子伪警察署和武装自卫团团部，击毙1人，俘虏7人，并烧毁了警察分驻所。1939年12月至1940年1月，姜健带领九团指战员，继续在宝清打游击。在桦川县七星砬子与日伪军讨伐队作战，并击毙穆棱县警察大队长崔景寿等20多人，缴获了大量军用物资，补充了部队的装备。:294
1940年春，日伪军调集2,000兵力，向五军三师活动的依兰、富锦、宝清、桦川、勃利各县进行搜索进攻。尤其是富锦县南部、桦川县南部和依兰县东部等地搜查最严密，给五军三师带来巨大打击。最后仅剩九团的20余人，姜健带领这批人，找到东北抗联第二路军的总指挥部，编入警卫大队，并担任警卫大队的政治委员。他与二路军参谋长崔石泉、警卫大队长朴洛权等人护卫总指挥部，在勃利西部继续打游击。:294

### 东北抗日联军第二路军

#### 第二支队
1940年4月，东北抗日联军第七军改变为第二路军第二支队，姜健任支部政治委员。5月1日，姜健带领第二支队中的一个小队伍袭击宝清县南部日本军垦小队，击毙对方10人，并缴获10支步枪及600发子弹。7月2日，姜健在富锦县以南的李金围子附近，袭击50余人的日伪军运输车队，击毙对方7人，并缴获大量军用物资。7月25日，姜健在弥荣站南方炸毁一座桥梁和一列货车，击毙日军18名士兵。7月28日，姜健和朴洛权率二路警卫大队和二支队夜袭富锦县兴隆镇附近的杨甲长集团部落，并缴获步枪26支，马40匹，粮食1,200斤。:295
1940年8月11日，周保中向第二支队下达了保存实力、依山游击、突袭时防敌伏击尾追之兵等指示，姜健照办。9月29日，姜健和朴洛权带领二支队和警卫大队一部，在图佳线孟家岗附近炸毁日军7节军用特别列车的车厢，并炸死日伪军400余人。:295
1940年10月6日，周保中率总部成员到与警卫大队汇合。夜间，周保中听取崔石泉、姜健、朴洛权等人对敌情、战况的汇报，最后决定将总部转移到大索伦河岗南森林中。10月16日，周保中派姜健带队赴宝清东部侦察敌情，同时要求解决一些军需物资来。26日，姜健到达目的地。因当地日军兼备森严，行动不顺利，姜健多日未归，且粮草也已耗尽。周保中怕出了意外，便给姜健留下信号，并率队向横道河子方面转移。姜健将补给安置在西北沙洲之后回到岗南森林，发现暗号，便也向横道河子转移。这时日伪军已经发现了抗联的行踪，便调集数百人，从10月28日起兵分七路跟踪抗联队伍。抗联队伍在西北沙洲找到了姜健储存的粮食和物资，成功渡过西北河，并且最终于11月3日到达苏联远东地区的伯力。:295-296

#### 驻军伯力
1940年12月18日，驻A野营的抗联二路军警卫队、二支队、三路军一部，召开了党的干部联席会议。会议由彭施鲁主持，选举组成北野营党的临时委员会，姜健任书记。:296

#### 重返东北
次年6月22日，苏德战争爆发。为对日作战做准备，东北抗联组织了小队侦查活动，姜健和王效明带领第二支队前往完达山执行侦察敌情、破坏交通的任务。到达后，两人分头行动，姜健、于保合、李在德等人前往依兰。途中遇上饶力河发大水，多花费了一个月，绕过上游才到达目的地小团子山。姜健把其中一部电台给李在德，自己带于保合等10人和另一部电台去二道河子铁路沿线进行侦查，并将情报电告小部队活动指挥部。小部队在宝清、富锦、桦川一带活动很困难。1942年春，姜健带领的小部队在林桂线以东、林虎线以北活动，炸毁多处铁路桥。因小部队获得可贵成果、提供珍贵情报，收到了小部队活动指挥部的表扬。:297

### 苏联远东方面军步兵第88旅

#### 再入苏联
1942年7月26日，在AB两个营的东北抗联指战员，被编为苏联远东方面军步兵第88旅（亦称国际旅）。1942年底，王效明、姜健等人带领小部队回到野营。姜健被任命为88旅第四营营长，并晋升为大尉。姜健在苏联很快学会了俄语，成为了会说汉语、日语、朝鲜语、俄语的军事干部，有时还担任苏联将领的翻译。在此期间，姜健获得了苏联战斗赤旗勋章。:297-298

#### 收回东北
1945年5月8日，德军在欧洲战场投降，苏联获得了苏德战争的胜利。7月下旬东北党委决定派回东北11个工作委员会，其中姜健、朴洛权、崔明锡组成延边地区工作委员会，姜健任书记，进行了进军延边的准备。8月8日，苏联对日本宣战。8月12日，队伍已经集结好正要渡河时，收到斯大林从莫斯科发来的电报。要求“待命”。这一期间，姜健担任了进攻朝鲜北部的苏军司令官的翻译，参加了苏军在朝鲜东海岸的登陆作战。8月15日，日本天皇宣布无条件投降。17日，周保中在抗联驻地召开军事会议，宣布抗联指战员分为57个战斗队和接收小组，配合苏军占领东北各地。姜健被任命为东北抗联延边分遣队队长、驻延苏联红军司令部副司令员。9月5日，姜健等人一行奉命从88旅驻地出发，路径牡丹江开往延边。:298

### 延边党政
抗日战争胜利后的延边社会秩序很不安定，姜健、朴洛权、崔明锡等人在这种情况下于18日到达延吉。姜健以驻延苏联红军警备司令部副司令员的身份，任命金万益为延吉警备大队长，派崔明锡去汪清、朴洛权去龙井、崔时英去和龙、肖茹去珲春，展开了延边的中国共产党的工作。姜健吸收池喜谦、姜东柱、马兴洙、池章勋、李柱弼、崔文镐入党；又到龙井吸收全允弼、朴根植、林启学、俞日焕、金承浩入党；并且制定了五个团的建军计划。随后在10月20日成立中共延边委员会，姜健任书记兼军事部长，姜东柱任组织委员，池喜谦任宣传委员，全允弼、朴根植任委员。当天，姜健召开第一次委员会议。:298-300
1945年11月初，中共中央派到东北来的延安干部团到达长春，并决定派雍文涛等33名干部和警卫人员到延边。11月12日，姜健到朝阳川接雍文涛一行人到延吉，并详细汇报了工作情况。11月15日，由雍文涛、姜健、陈坦、云青、朴一禹、邱会魁、董昆一等七名组成了中共延边地方委员会，雍文涛任书记。11月23日，成立东北人民自治军延边军分区，姜健任司令员，雍文涛任政治委员。:300-301

#### 延边剿匪
1945年底，敦化县临时政府县长刘化一策反保安司令部八个大队中的七个半大队叛变，杀死抗联干部李文章，并扣押周保中夫人王一知和姜健夫人张静淑，同时延边也出现了数股土匪武装。随后姜健带领一卡车苏军，赶到敦化救出了王一知和张静淑等人。1946年初，姜健赶到黄泥河给朝鲜义勇军第五支队支援苏军用卡车和防寒服，并接收伤员到朝阳川安置。后来姜健将铲除刘化一的朝鲜义勇军第五支队和延边警备部队第一团，统编为15团和16团，投入延边剿匪工作中。:301-302
1946年春节刚过，姜健亲自率领部队到汪清县攻打土匪。他根据情况制定了“打击马喜山，争取李庆茂”的战斗方案，并取得成功。1946年3月初，因为通往南满的山地要道——安图县城松江的土匪尚未被清剿。姜健便依此下达了“配合南辽部队，消灭土匪武装，解放安图”的指示，东北民主联军延边军分区副司令邱会魁率领两个团的兵力联合南辽的杨靖宇支队，消灭单秉均匪帮，清剿了安图一带的土匪。:302-303
1946年4月，东北民主联军延边军分区改为吉东军区，姜健任司令员（政委唐天际、副政委孔石泉、政治部主任谢扶民）。其任职期间，曾成功粉碎国民党势力的一次反扑。:303

### 朝鲜战争
1946年7月，姜健被派往朝鲜。8月25日，他当选为最高人民会议代议员。后来在国内担任保安干部训练所2所长、人民军总参谋长等职位，并被授予中将军衔。1950年6月，朝鲜战争爆发，姜健被任命为前线指挥部总参谋长，亲临前线指挥作战，并因战事顺利而晋升为大将。1950年9月8日，姜健在沙里院市（一说安东市）遭到敌机空袭，中弹身亡。:303（美国称姜健死于地雷。）

## 身后

### 下葬
1950年9月11日，姜健的葬礼举行。朝鲜最高领导人金日成、最高人民会议委员长金枓奉、苏联大使西地科夫？、中国大使倪志亮、匈牙利公使鲜道尔？、蒙古大使扎姆索伦？以及朝鲜政府各首长及各民主政党、社会团体领袖均参与葬礼。在朝鲜人民军副司令崔庸健致辞完毕后，金日成、金枓奉及各首长亲自抬灵至墓地安葬。

### 其他
1950年9月9日，朝鲜人民民主主义共和国最高人民会议，授予他“朝鲜民主主义人民共和国英雄”的称号:303，同时授予一级国旗勋章和金星奖章各一枚。后来金日成高度评价姜健的功绩，把朝鲜第一所军校名为姜健军官综合学校。在平壤大城山革命烈士陵园和黄海北道沙里院市都建有姜健的半身铜像。
2010年9月8日，姜健逝世60周年中央追悼会在青年中央会馆举行，朝鲜人民军总参谋长、人民军大将李英浩在追悼会上致追悼词，并以金正日的名义向位于平壤大城山革命烈士陵园的姜健铜像敬献了花圈，李英浩、杨亨燮、金正林、康能洙等参加仪式。
崔贤级驱逐舰二号舰以姜健的名字命名。

## 评价
朝鲜人民民主主义共和国永远的主席金日成曾其回忆录《与世纪同行》中这样描述姜健:295：
|  | 姜健虽是一个年轻的指挥员，但头脑聪明，热情充沛，很快就成长为一个很有前途的军事指挥员。 |

前中华人民共和国林业部部长雍文涛在回忆延边工作时说道:300：
|  | 姜信泰在朝鲜族群众中威望很高。当时我们一没有钱，二没有棉衣，三没有枪支，发展武装队伍困难不少。在克服这些困难方面，姜信泰和民主大同盟起了很好的作用。动员朝鲜族群众参加武装部队时，很多人自带棉衣和武器，前来参加我们队伍的。在延边，抗联的影响很大。姜信泰等抗联同志回来后，亲自做群众工作，建立了武装部队，建立群众团体，积极支持我们的政权和军队建设，都起了很好的作用。应当说，延边的工作基础是姜信泰等抗联同志打下的。 |